# Envia
Pour la marque de produits laitiers, voir Envia.
Genre
Envia est un genre d'araignées mygalomorphes de la famille des Microstigmatidae.

## Distribution
Les espèces de ce genre sont endémiques de l'État d'Amazonas au Brésil,.

## Liste des espèces
Selon World Spider Catalog (version 26, 12/08/2025) :
- Envia garciai Ott & Höfer, 2004
- Envia moleque Miglio & Bonaldo, 2011

## Systématique et taxinomie
Ce genre a été décrit par Ott et Höfer en 2004 dans les Microstigmatidae.

## Publication originale
- Ott & Höfer, 2004 : « Envia garciai, a new genus and species of mygalomorph spiders (Araneae, Microstigmatidae) from Brazilian Amazonia. » Iheringia, vol. 93, no 4, p. 373-379 (texte intégral).